# Venosa
Venosa – miejscowość i gmina we Włoszech, w regionie Basilicata, w prowincji Potenza. Według danych z 31 grudnia 2016 gminę zamieszkiwało 11 837 osób. W starożytności Wenuzja (łac. Venusia).

## Historia
8 grudnia 65 p.n.e. w Wenuzji urodził się rzymski poeta liryczny Horacy (Quintus Horatius Flaccus).
W 1043 normański rycerz Drogo de Hauteville ufundował klasztor św. Trójcy, pierwszy klasztor normański we Włoszech, który później stał się  mauzoleum rodu Hauteville. W 1059 Robert Guiscard nadał klasztorowi prawa do rozległych posiadłości ziemskich przylegających do miasta.

## Znane postacie
- Marek Klaudiusz Marcellus,  konsul
- Horacy, poeta
- Manfred, król Sycylii
- Carlo Gesualdo, kompozytor